# Nagytálya
Nagytálya község Heves vármegye Egri járásában.

## Fekvése
Füzesabonytól északra, Egertől délre, Mezőkövesdtől nyugatra fekszik, mindhárom várostól közel azonos (~10-13 kilométeres) távolságra. A közvetlenül határos települések: észak felől Andornaktálya, kelet felől Ostoros, dél felől Maklár (mellyel a belterülete teljesen összenőtt), délnyugat felől Kerecsend, nyugat felől pedig Demjén. [A felsoroltak közül Ostoros nem tekinthető a szomszédjának, mert lakott területe messze északra esik tőle, csak déli külterületei érintik a határszélét.]

### Megközelítése
Lakott területén a 2501-es út halad át, ezen érhető el Füzesabony és Eger felől is. Külterületeit érinti az M25-ös autóút, a 253-as főút és a Füzesabony–Putnok-vasútvonal is. Utóbbinak megállási pontja nincs a község határai között, így a legközelebbi vasúti csatlakozási lehetőséget a közelben létesült Maklár vasútállomás kínálja.

## Története
Nagytálya nevét egy pápai tizedjegyzék említette először Talha minor és Talha major (Nagy- és Kis-Tálya) néven. Mindkét helység az egri püspökség birtoka volt.
1430-ban Kistályát az egri püspökség a szomszédos Novajjal együtt az újonnan alapított egri prépostságnak adományozta.
1546-os összeírásban csak Tálya nevű helység szerepelt, melynek ekkor 28 portája volt.
1554-ben végzett összeírás szerint Eger várának ostromakor Tálya teljesen elpusztult, de a következő évtizedben újra benépesült.
1564-ben 53 porta szerepelt az összeírásban, s ekkor egyike volt a vármegye legnagyobb községeinek, s az összeírásban is csak Gyöngyös és Felnémet volt nagyobb portaszámú.
Az 1635 és 1683-as összeírásokban nem fordult elő neve.
Az 1612-es adatok szerint Kis-Tályán törökök gazdálkodtak.
A 17. század végén ismét az egri püspökségé lett, és a püspökségé, majd az érsekségé maradt a későbbiekben is, egészen 1848-ig.
A 20. század elején az egri érsekséget írták legnagyobb birtokosának.
Nagytályára a 18. században telepített svábokat az egri püspök, de idővel teljesen elmagyarosodtak, a község lakosai a 20. század elején már döntő részben magyar anyanyelvűek voltak.
A lakosság vallásra nézve tiszta római katolikus volt.
Nagytálya 1950 és 1958 között Maklártálya néven egyesítve volt a vele már akkor is egybeépült szomszédos Maklár községgel.

## Közélete

### Polgármesterei
- 1990–1994: Hevesi László (független)[5]
- 1994–1998: Hevesi László (független)[6]
- 1998–2002: Hevesi László (független)[7]
- 2002–2006: Ifj. Hevesi László (független)[8]
- 2006–2010: Lovasi Ferenc (független)[9]
- 2010–2014: Lovasi Ferenc (független)[10]
- 2014–2019: Orosz József (független)[11]
- 2019–2024: Orosz József (független)[12]
- 2024– : Orosz József (független)[1]

## Népesség
A település népességének változása:
| Lakosok száma | 869  | 842  | 851  | 931  | 915  | 874  | 894  |
|               | 2013 | 2014 | 2015 | 2021 | 2022 | 2023 | 2024 |

2001-ben a település lakosságának 99%-a magyar, 1%-a cigány nemzetiségűnek vallotta magát.
A 2011-es népszámlálás során a lakosok 86%-a magyarnak, 0,3% németnek mondta magát (14% nem nyilatkozott; a kettős identitások miatt a végösszeg nagyobb lehet 100%-nál). A vallási megoszlás a következő volt: római katolikus 49,9%, református 6,2%, görögkatolikus 0,4%, felekezeten kívüli 18,8% (24,2% nem nyilatkozott).
2022-ben a lakosság 94,1%-a vallotta magát magyarnak, 0,7% németnek, 0,3% görögnek, 0,2% bolgárnak, 0,2% cigánynak, 0,1% lengyelnek, 3,3% egyéb, nem hazai nemzetiségűnek (5,5% nem nyilatkozott; a kettős identitások miatt a végösszeg nagyobb lehet 100%-nál). Vallásuk szerint 39,6% volt római katolikus, 6,1% református, 0,5% görög katolikus, 0,4% evangélikus, 1,5% egyéb keresztény, 1% egyéb katolikus, 12,7% felekezeten kívüli (37,7% nem válaszolt).

## Nevezetességei

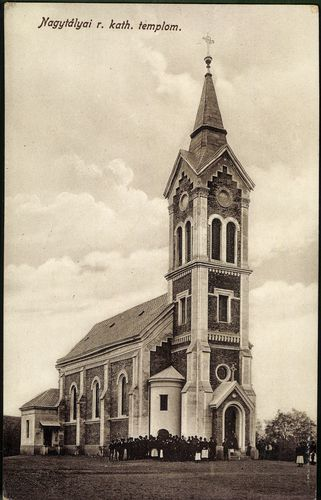
Az 1903-ban épült római katolikus templom.

- zsilipzsilipNagytálya, Rima patak zsilip

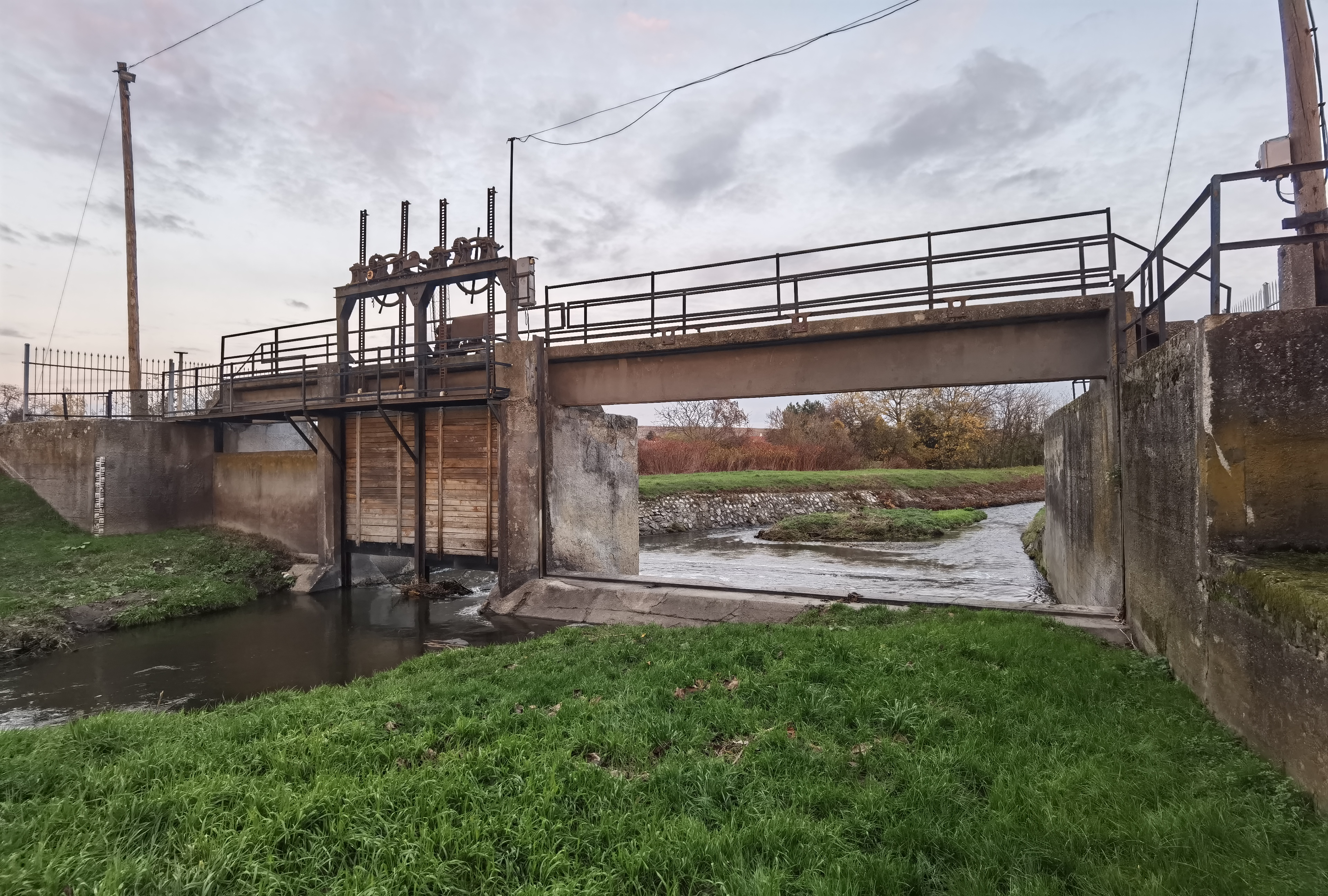
zsilip

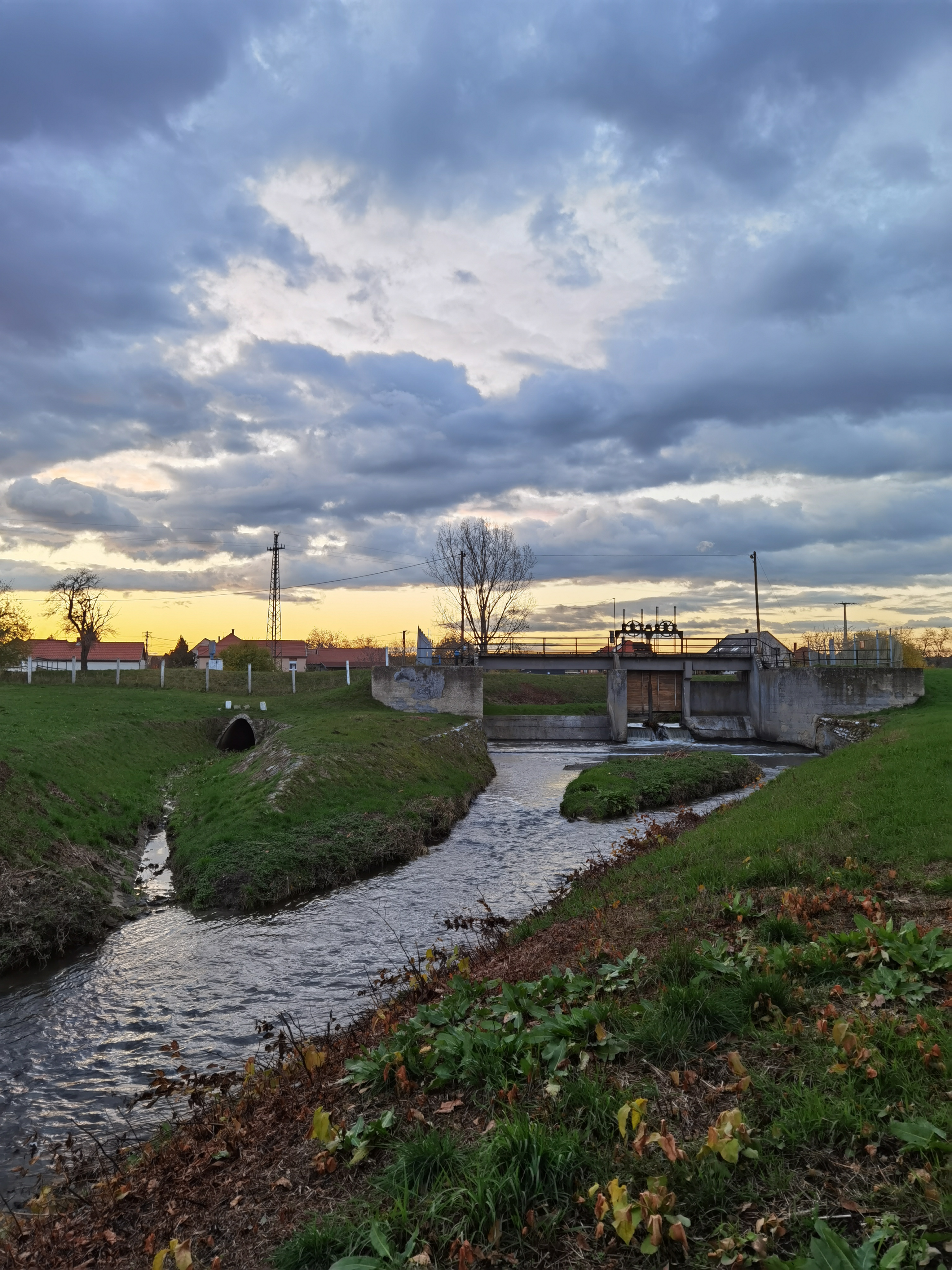
zsilip

- Római katolikus temploma - 1903-ban épült. A templomot a II. világháborúban felrobbantották, majd 1947-1949 között új templomot építettek a Magyarok Nagyasszonya tiszteletére.

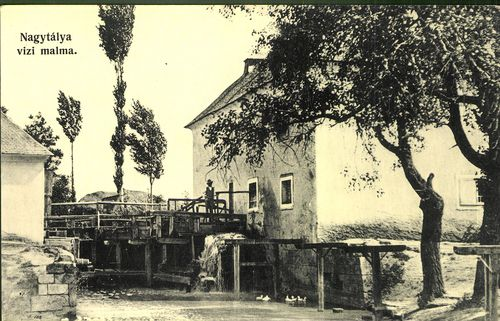
Nagytálya volt vízi malma

- Nagytálya volt vízi malmaTörőcsik Mari Faluház

## Híres szülöttei
- Hortobágyi T. Cirill pannonhalmi főapát